# Félicien de Saulcy
Louis Félicien Joseph Caignart de Saulcy, född den 19 mars 1807 i Lille, död den 4 november 1880 i Paris, var en fransk arkeolog, numismatiker och orientalist.
Saulcy var först löjtnant i artilleriet, blev 1838 professor i mekanik vid krigsskolan i Metz, men kallades kort därefter till konservator vid artillerimuseet i Paris. År 1842 blev han medlem av Académie des inscriptions och 1860 senator. Redan som löjtnant erhöll Saulcy nämnda akademis pris för Essai de classification des suites monétaires byzantines (1836). Hans övriga arbeten avhandlar spanska och lothringska mynt, franska mynt från Frans I:s tid, keltiberiska, feniciska och egyptiska inskrifter, mediska och assyriska kilskrifter – han bidrog inte oväsentligt till kilskriftvetenskapens utveckling –, Jerusalems topografi med mera. Nämnas bör Voyage autour de la Mer morte (1852–1854), Études de la numismatique judaique (1857), Voyage en Terre-Sainte (1865), Les derniers jours de Jerusalem (1866), Histoire d'Hérode, roi des juifs (1867) och Les monnaies datées des séleucides (1872).